# Douglas (nome)
Douglas  è un nome proprio di persona inglese e gaelico scozzese maschile.

## Varianti
Inglese
- Ipocoristici: Doug[1][3], Dougie[3]
- Scozzese: Dùghlas[3]

### Varianti in altre lingue
- Gallese: Dulas[3]

## Origine e diffusione

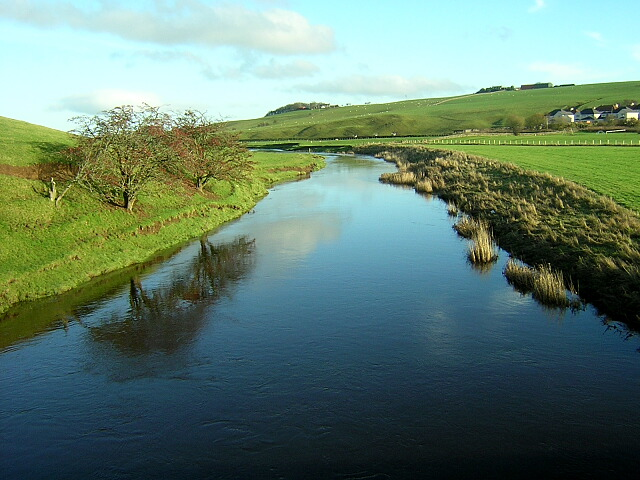
Il fiume Douglas Water, a cui risale in ultima origine il nome Douglas

Riprende il cognome Douglas, un'anglicizzazione dell'originale scozzese Dubhghlas; è composto da dubh ("scuro", "nero") e glas (o glais, "fiume", "acqua", "verde"), quindi significa "fiume scuro", "acqua scura", ma viene interpretato anche come "scuro", "nero" (di capelli o di carnagione)". In gallese esiste un nome imparentato, Dulas (portato da un santo minore gallese, da non confondere con san Taziano di Cilicia, a sua volta soprannominato "Dulas").
Originariamente era il nome di un fiume (e di un villaggio sulle sue rive) nel Lanarkshire Meridionale, adottato nel tardo XII secolo come cognome da una potente famiglia scozzese, il clan Douglas, e diffusosi come nome già dal XVI secolo; occasionalmente è stato registrato un suo uso anche al femminile (si ricorda, a titolo di esempio, Douglas Howard, baronessa Sheffield, che fu amante di Robert Dudley, I conte di Leicester e madre di Robert Dudley, conte di Warwick), ma in genere il nome ha valenza solo maschile. 
Negli Stati Uniti, il nome è entrato nella classifica dei 40 più usati per i nuovi nati fra il 1942 e il '71; la notorietà di svariati personaggi che lo hanno portato, sia come nome che come cognome, ha condotto ad un suo occasionale uso anche in Italia.

## Onomastico
Nessun santo ha mai portato il nome Douglas, che quindi è adespota, e l'onomastico si può festeggiare il 1º novembre, in occasione di Ognissanti. Si ricorda però un beato che lo portò come cognome, Giorgio Douglas, sacerdote e martire a York, commemorato il 9 settembre.

## Persone
- Douglas Howard, baronessa inglese

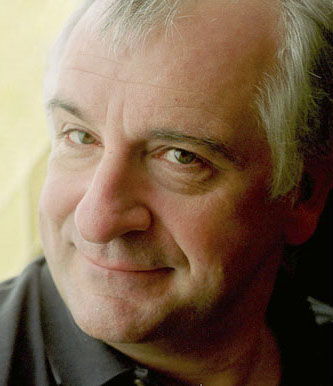
Douglas Adams

- Douglas Adams, scrittore, sceneggiatore e umorista britannico
- Douglas Booth, attore e modello britannico
- Douglas Cagas, politico filippino
- Douglas Costa, calciatore brasiliano
- Douglas Fairbanks, attore statunitense
- Douglas Fairbanks Jr., attore statunitense
- Douglas Hyde, politico irlandese
- Douglas Hofstadter, accademico, filosofo e divulgatore scientifico statunitense
- Douglas MacArthur, militare statunitense
- Douglas Mawson, esploratore britannico
- Douglas Osheroff, fisico statunitense
- Douglas Regattieri, vescovo cattolico italiano
- Douglas Sirk, regista tedesco

### Variante Doug
- Doug Aldrich, chitarrista statunitense
- Doug Hutchison, attore statunitense
- Doug Jones, attore e mimo statunitense
- Doug Liman, regista e produttore cinematografico statunitense
- Doug Savant, attore statunitense